# 55 Pandora
55 Pandora هو كويكب، يقع ضمن حزام الكويكبات. اكتشف في 10 سبتمبر 1858. وقد اكتشفه جورج ماري سيرل.

## روابط خارجية
- 55 Pandora في قاعدة بيانات مختبر الدفع النفاث لأجرام النظام الشمسي الصغيرة

- الاكتشاف · مخطط المدار ·  العناصر المدارية · المعلمات المادية

- 55 Pandora على موقع ويكي سكاي: DSS2, SDSS, GALEX, IRAS, Hydrogen α, X-Ray, Astrophoto, Sky Map, Articles and images